# Torenia ranongensis
Torenia ranongensis är en tvåhjärtbladig växtart som beskrevs av T. Yamazaki. Torenia ranongensis ingår i släktet Torenia och familjen Linderniaceae. Inga underarter finns listade i Catalogue of Life.